# T'empêches tout le monde de dormir (film)
Ne doit pas être confondu avec T'empêches tout le monde de dormir (émission de télévision).

T'empêches tout le monde de dormir est une comédie française réalisée par Gérard Lauzier en 1982.

## Synopsis
Yves a décidé, une fois pour toutes de ne pas s'en faire. Il vit au jour le jour et évite de se poser des questions sur son avenir. De retour du Brésil, où il vient de passer quatre ans, il gagne de quoi subsister en jouant de la guitare et en chantant dans les rues de Paris. Il s'est installé à la gare de l'Est avec comme chambre le hall, comme armoire un casier de consigne et comme salle de bains les toilettes publiques, où il a sympathisé avec Yvette, la 'dame pipi'. Mais il a bien l'intention de se trouver un appartement où pouvoir poser son bric-à-brac. Et quand il aperçoit la séduisante Isabelle, il n'hésite pas une seconde à la draguer, persuadé que son charme va opérer.

## Fiche technique
- Réalisateur : Gérard Lauzier, assisté de Francis de Gueltzl
- Conseiller technique : Denys Granier Deferre
- Scénario : Gérard Lauzier, d'après sa pièce : Le Garçon d'appartement
- Images : Jean-Paul Schwartz
- Décors : Emile Moulard
- Montage : Georges Klotz
- Musique : Jean-Pierre Mas, Aldo Romano et Cesarius Alvim. La BOF La samba des prophètes est chantée par Claude Nougaro, (auteurs : C. Nougaro, A. Romano) ; Marisa est chanté par J.P. Mas, (auteurs : C. Nougaro, J.P. Mas).
- Son : Jean-Claude Ruault
- Production : Les Films Ariane (Alexandre Mnouchkine, Georges Dancigers)
- Directeur de production : Raymond Leplont
- Producteur délégué : Jean Nachbaur
- Distribution : AMLF.
- Pellicule 35mm, couleur Fujicolor.
- Année : 1982
- Durée : 1h30
- Genre : comédie
- Date de sortie : 31 mars 1982 en France
- Affiche : maquette Jouineau Bourduge, dessin Gérard Lauzier (France)

## Distribution
- Daniel Auteuil : Yves
- Catherine Alric : Isabelle
- Anne Jousset : Babette
- Philippe Khorsand : Michel
- Tanya Lopert : Solange
- Henri Déus : Roland
- Jean-Gabriel Nordmann : Alan
- Frank-Olivier Bonnet : Le gros bras du 'Palace'
- Didier Kaminka : L'ami de Solange
- Paulette Frantz : Yvette, la 'dame pipi' de la gare de l'Est
- Louise Chevalier : La vieille voisine
- Anne Fabien